# ハノーファー・ヨーゼフ・ヨアヒム国際ヴァイオリン・コンクール
- ハノーファー・ヨーゼフ・ヨアヒム国際ヴァイオリン・コンクール
- ヨーゼフ・ヨアヒム・ハノーファー国際ヴァイオリン・コンクール
- ヨーゼフ・ヨアヒム国際ヴァイオリン・コンクール

ハノーファー・ヨーゼフ・ヨアヒム国際ヴァイオリン・コンクール（ドイツ語: Internationaler Joseph Joachim Violinwettbewerb, Hannover）は、ドイツのハノーファーで開催される若手ヴァイオリニストのためのコンクール。

## 沿革・概要
本コンクールは、ポーランド出身の音楽家でハノーファー音楽演劇大学のヴァイオリン教授をも務めたクシシュトフ・ヴェグルジーンの提唱により創設された。また、その名称は、1853年から15年間ハノーファーに活動拠点を置き、 ゲオルク5世の宮廷主席ヴァイオリニストも務めたヨーゼフ・ヨアヒムにちなんで名付けられたものである。以前の名称は、ハノーファー国際ヴァイオリン・コンクール（ドイツ語: Internationaler Violin-Wettbewerb Hannover）であったが、2012年からヨーゼフ・ヨアヒムの名前を冠した現在の名称になった
。1991年に第1回が行われ、以来3年に1度ニーダーザクセン財団（ニーダーザクセン州文化財団）によって開催されている。
2021年からコンクールでの順位付けが見直され、新たに創設された「ヨーゼフ・ヨアヒム賞」の受賞者を含む、最終審査まで残ったファイナリストを入賞者とすることとなった。ファイナリストにはそれぞれ1万ユーロが授与される。

## 開催年と入賞者
過去の優勝者などについては、公式ウェブサイトに掲載されている。

### 1991年（第1回）
- 第1位　アンティエ・ヴァイトハース（英語版） （ドイツ）
- 第2位　Catherine Cho （アメリカ）
- 第3位　バルテク・ニジョウ（英語版） （ポーランド）
- 第4位　ジュリエット・カン（英語版） （カナダ）
- 第5位　菅野美絵子（wikidata） （日本）
- 第6位　田中晶子 （日本）

### 1994年（第2回）
- 第1位　ロバート・チェン（英語版） （台湾/アメリカ）
- 第2位　アントン・バラホフスキー （ロシア）
- 第3位　ラティカ・ホンダ＝ローゼンベルク（ドイツ語版） （ドイツ）
- 第4位　ステファン・ミレンコヴィッチ（英語版） （セルビア）
- 第5位　アデーレ・アンソニー（英語版） （アメリカ）
- 第6位　ミーシャ・カイリン （ロシア）

### 1997年（第3回）
- 第1位　神谷美千子 （日本）
- 第2位　フランチェスコ・マナーラ（イタリア語版） （イタリア）
- 第3位　ビン・ファン（wikidata） （中国）
- 第4位　大谷玲子 （日本）
- 第5位　アントン・ソロコフ （ロシア）
- 第6位　Felicia Terpitz （ドイツ）

### 2000年（第4回）
- 第1位　フランク・ホアン（英語版） （中国/アメリカ）
- 第2位　Andrej Bielow （ウクライナ）
- 第3位　アラベラ・シュタインバッハー （ドイツ）
- 第4位　ジョセフ・リン（英語版） （中国/アメリカ）
- 第5位　バイバ・スクリデ（英語版） （ラトビア）
- 第6位　エリナ・ヴァハラ（英語版） （フィンランド）

### 2003年（第5回）
- 第1位　ネマニャ・ラドゥロビッチ （セルビア）
- 第2位　松山冴花 （日本）
- 第3位　ニン・フェン （中国）
- 第4位 - 同順位3人による入賞
  - 岡崎慶輔 （日本）
  - シン・アラ(A-rah SHIN) （韓国）
  - ヨン・ソヨン（英語版） （韓国）

### 2006年（第6回）
- 第1位　キム・スーヤン（ドイツ語版） （ドイツ）
- 第2位　シン・ヒョンス （韓国）
- 第3位　杉村香奈 （日本）
- 第4位 - 同順位3人による入賞
  - ニキータ・ボリソ＝グレブスキー（英語版） （ロシア）
  - ファニー・クラマジラン （フランス）
  - ジジョン・ワン（ドイツ語版） （中国）
- 聴衆賞　シン・ヒョンス

### 2009年（第7回）
- 第1位　三浦文彰 （日本）
- 第2位　クララ＝ジュミ・カン（英語版） （ドイツ）
- 第3位　Yura Lee （韓国）
- 第4位 - 同順位3人による入賞
  - 林悠介（wikidata） （日本）
  - クォン・ヒョクジュ（wikidata） （韓国）
  - ソレンヌ・パイダッシ（フランス語版） （フランス）
- 聴衆賞　三浦文彰

### 2012年（第8回）
- 第1位 - 同順位2人による入賞
  - アレクサンドラ・コヌノヴァ（ルーマニア語: Alexandra Conunova） （モルドバ）
  - キム・ダミ （韓国）
- 第3位　 トビアス・フェルトマン（ドイツ語版） （ドイツ）
- 第4位　 イン・モー・ヤン （韓国）
- 第5位 - 同順位2人による入賞
  - キム・ボムソリ（英語版） （韓国）
  - 鈴木愛理 （日本）
- 聴衆賞　トビアス・フェルトマン

### 2015年（第9回）
- 第1位　 セルゲイ・ドガディン（英語版） （ロシア）
- 第2位　 南紫音 （日本）
- 第3位　 リチャード・リン（英語版） （台湾/アメリカ）
- 第4位　 ベンジャミン・マーキーズ＝ギルモア (英: Benjamin Marquise Gilmore) （オランダ/アメリカ）
- 第5位　 辻彩奈（wikidata） （日本）
- 第6位　 Amalia Hall （ニュージーランド）[13]
- 聴衆賞　辻彩奈

### 2018年（第10回）
- 第1位　 ティモシー・チョイ（英語版） （カナダ/アメリカ）
- 第2位　 ドミトロ・ウドヴィチェンコ（wikidata） （ウクライナ）
- 第3位　 コシマ・スレーズ＝ラリヴィエール（ドイツ語版） （オランダ）
- 第4位　 福田廉之介 （日本）[14]
- 第5位　 レオナルド・フー（ドイツ語版） （ドイツ）
- 第6位　 Youjin Lee （韓国）
- 聴衆賞　ドミトロ・ウドヴィチェンコ

### 2021年（第11回）
- ヨーゼフ・ヨアヒム賞（第1位）
  - Maria Ioudenitch （ロシア/アメリカ）
- 他の入賞者（ファイナリスト）[注釈 2]
  - ハビエル・コメサーニャ（wikidata） （スペイン）
  - Chiara Sannicandro （ドイツ）[16]
  - 吉田南 （日本）[1][3]
- 聴衆賞
  - Chiara Sannicandro
- 委嘱作品の最優秀解釈賞、室内楽賞
  - Maria Ioudenitch

### 2024年（第12回）
- ヨーゼフ・ヨアヒム賞（第1位） - 2人による受賞
  - Angela Chan （香港）
  - Jacques Forestier （カナダ）[17]
- 他の入賞者（ファイナリスト）[注釈 2]
  - Kyumin Park （韓国）
- 聴衆賞
  - Jacques Forestier
- 委嘱作品の最優秀解釈賞
  - Angela Chan
- 室内楽賞
  - ルイーザ・ステープルズ（英: Louisa Staples） （イギリス）